# Rimskokatoliška cerkev in prostozidarstvo
Odnos med Rimskokatoliško cerkvijo in prostozidarstvom zaznamujejo številne okrožnice papežev proti prostozidarstvu. Prva je bila izdana leta 1738. Kljub temu so v ložah številni duhovniki in cerkveni dostojanstveniki Rimskokatoliške cerkve. 
Po letu 1814 se je odnos Cerkve do prostozidarstva zaostril in dosegel višek v drugi polovici 19. stoletja, po priključitvi Papeške države k Italiji, in z leta 1884 izdano encikliko papeža Leona XIII. z naslovom Humanum genus. V 20. stoletju je prišlo med obema stranema do posameznih pogovorov in do prizadevanj za stvarnejši dialog. Ta se je začel po Drugem vatikanskem koncilu. Zakonik cerkvenega prava iz leta 1983 je črtal člen o izobčenju prostozidarjev. Sočasno s sprejetjem novega zakonika pa je Kongregacija za nauk vere sprejela Deklaracijo o prostozidarskih združenjih, ki je moralno obsodila članstvo v prostozidarskih združenjih. Deklaracija je naletela na različne odzive in interpretacije.